# Methylaluminoxan
Methylaluminoxan, zkráceně MAO, je směs organohlinitých sloučenin s přibližným vzorcem (Al(CH3)O)n. Obvykle je dodáván v podobě roztoku v aromatických rozpouštědlech, jako jsou toluen, xylen, kumen, nebo mesitylen.
Tato látka se používá k aktivování katalyzátorů polymerizací alkenů.

## Příprava a struktura
Methylaluminoxan se připravuje neúplnou hydrolýzou trimethylhliníku.
n Al(CH3)3 + n H2O → (Al(CH3)O)n + 2n CH4
Pro tuto reakci bylo navrženo několik mechanismů.
Je známo několik dobře popsatelných analogů MAO, které mají terc-butylové substituenty.

Aluminoxan s OH skupinami (R = terc-butyl).

## Použití
MAO se používá jako aktivátor homogenních katalyzátorů polymerizací alkenů. Zieglerovy–Nattovy katalyzátory nanesené na chlorid titanitý se aktivují trimethylhliníkem, který ale homogenení prekatalyzátory, jako je zirkonocendichlorid, aktivuje jen slabě. V 70. letech 20. století objevil Walter Kaminsky, že dichloridy metalocenů lze aktivovat pomocí MAO. Na tuto schopnost methylaluminoxanu přišel, když si všiml, že po přidání malého množství vody se aktivita Zieglerových–Nattových systémů zvyšuje.
MAO má při aktivaci několik rolí. První z nich je alkylace chloridů kovů sloužících jako prekatalyzátory, čímž vzniknou Ti/Zr-methylové meziprodukty. Za druhé dochází k odštěpení ligandů z methylovaných prekatalyzátorů, čímž se vytvoří elektrofilní, koordinačně nenasycené, katalyzátory na které se navazuje ethen. Takto vytvořený katalyzátor je tvořen iontovým párem kationtového katalyzátoru a slabě zásaditého aniontu odvozeného od MAO.
Methylaluminoxan také zachytává protické nečistoty.